# Regelaar

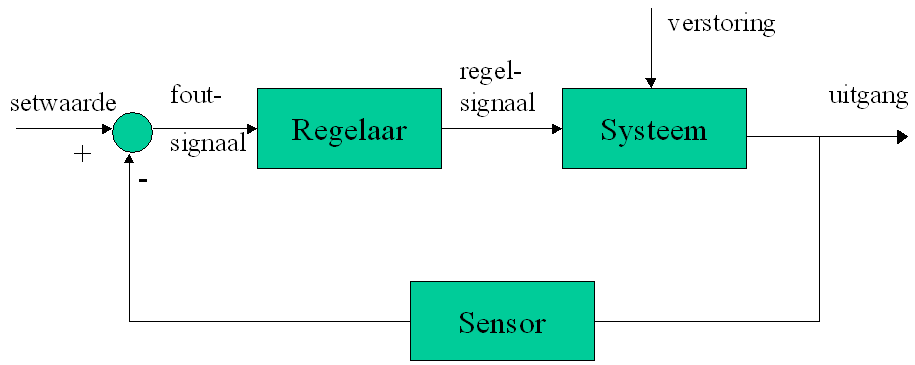
Voorbeeld van een gesloten systeem met een regelaar

De regelaar of controller  van een dynamisch systeem zorgt ervoor dat de toestand van het systeem bijgestuurd wordt als de gemeten waarde van een 'uitgang' van dat systeem afwijkt van de gewenste waarde. De regelaar meet voortdurend het foutsignaal, dat is het verschil tussen de gemeten waarde en de gewenste waarde of streefwaarde en afhankelijk van het verschil voert de regelaar een corrigerende actie op het systeem uit door de grootte van het actuatorsignaal te veranderen. Een regelaar is stabiel indien de regelfout kleiner dan een gewenste waarde blijft. De stabiliteit van een regelaar kan door verschillende factoren worden beïnvloed, zoals de terugkoppelconstanten van de regelaar, door de manier waarop de regelaar is ingesteld.
Regelaars bestaan zowel in analoge vorm, bijvoorbeeld door stroomsignalen in een 4-20 mA stroomlus als in digitale vorm, door omzetting van de sensor- en actuatorsignalen naar en van digitale waarden door analoog-digitaal- en digitaal-analoogomzetters.
Het meest gebruikte regelalgoritme is de PID-regelaar, maar er bestaan ook andere zoals regelaars op basis van fuzzy logic. Moderne computergestuurde regelaars berekenen hun acties aan de hand van wiskundige modellen van het dynamisch gedrag van het systeem of gebruiken een neuraal netwerk waarin ervaringsgegevens over het gedrag zijn opgeslagen.

## Terugkoppeling en voorwaartse koppeling
De meeste toegepaste regelingen maken gebruik van terugkoppeling: de uitgang wordt vergeleken met een streefwaarde. Dit betekent dat als er een traagheid in het systeem zit, dat wil zeggen het kan enige tijd duren voordat de regelactie een veranderde uitgang oplevert, het regelsysteem ook traag is of hiervoor moet compenseren.
Sommige systemen gebruiken voorwaartse koppeling, al dan niet tezamen met terugkoppeling. Deze voorwaartse koppeling is een regelactie gebaseerd op de voorspelling van het gedrag van het systeem, zoals berekend uit het wiskundige systeemmodel. Voorwaartse koppeling resulteert in een snellere reactie van het systeem, maar is alleen zo betrouwbaar als het gebruikte systeemmodel. Dit laatste is vaak moeilijk te bepalen in de praktijk.

## Verband tussen in- en uitgang
Met
- {\displaystyle x(p)} = ingang/setwaarde/instelwaarde
- {\displaystyle y(p)} = uitgang
- {\displaystyle K} = de actie van de regelaar
- {\displaystyle G(p)} = responsie van het systeem (transferfunctie)
- {\displaystyle H(p)} = responsie van de terugkoppeling/sensort (transferfunctie)

kan het verband tussen in- en uitgang als volgt worden weergegeven:
{\displaystyle {\frac {y(p)}{x(p)}}={\frac {K\cdot G(p)}{1+K\cdot G(p)\cdot H(p)}}}

## Stapresponsie
De figuur toont het resultaat van een stapactie, dus van een plotselinge verandering van het actuatorsignaal van de regelaar van een constante waarde naar een andere, op het gedrag van een systeem. We onderscheiden:
- {\displaystyle {\text{D}}} = grootte van het eerste maximum, {\displaystyle {\text{D1=D}}}
- {\displaystyle {\text{C}}} = grootte van de uitgang wanneer de overgang is gedaan
- doorschot in % = {\displaystyle {\frac {D-C}{C}}\cdot 100\%}
- {\displaystyle {\text{D2}}} = grootte van het tweede maximum
- decay ratio = {\displaystyle {\frac {D2}{D1}}}
- {\displaystyle {\text{top}}} = tijd 0 tot 100% van de regimewaarde
- {\displaystyle {\text{tp}}} = tijd tot het eerste maximum
- {\displaystyle {\text{ts}},2\%} = tijd nodig om binnen 2% van de eindwaarde te komen

## Regelen en sturen
Een veelgemaakte fout is dat sturen en regelen worden verward. Het ging hierboven over regelen. Bijvoorbeeld, een centrale verwarming die de temperatuur op 23°C houdt. De thermostaat staat op 23°C, de streefwaarde, het is 18°C, de gemeten waarde, en de verwarming gaat in werking treden. De thermostaat is dan de regelaar. De ruimte rondom is het systeem.